# Américo Gomes
Américo Gomes (* 20. Januar 1974 in Canchungo, Region Cacheu, Guinea-Bissau; † 18. Februar 2025 in Lissabon, Portugal) war ein guinea-bissauischer Popsänger.

## Werdegang
Gomes begann mit dreizehn Jahren zu singen, nachdem er bei einem Wettbewerb, ausgetragen von Radio France Internationale, den ersten Platz errang. Nach seiner Rückkehr war er für den heimatlichen Radiosender Radio Nacional de Guinea-Bissau tätig.
1990 folgte ein Umzug nach Portugal, wo auch seine erste CD erschien. Seitdem sind vier CDs erschienen. Nach der Veröffentlichung seiner ersten CD zog er nach Deutschland, wo er für acht Jahre lebte und studierte. Dann ging er zurück nach Portugal. Dort gründete er sein eigenes Plattenlabel, A. Gomes Lda.
In seiner Heimat Guinea-Bissau ist er der bekannteste Popsänger. Auftritte im Ausland erfolgten in Macau und Luxemburg.
Sein Musikstil war eine Mischung aus Soul, Rhythm and Blues, Gumbe und Zouk. Sein größter Erfolg in seiner Heimat war der Song Bissau, zu dem auch das Musikvideo 2011 entstand.
Er wurde am 19. Februar 2025 tot in seinem Haus in Lissabon aufgefunden. Eine Autopsie soll die Todesursache klären. Zu seinem Tod äußerten sich die Kulturministerin von Portugal und der ehemalige UN-Afrikabeauftragte und Wirtschaftswissenschaftler Carlos Lopes.

## Diskografie
- Mundo Mein, 1990.
- Parlamento K, 1993.
- Nha Nomi, 2001.
- Ultra Deguedazz, 2008.

## Quelle
- Website von Américo Gomes (Memento vom 14. Juli 2014 im Internet Archive)